# Lisa la scout
Lisa la scout est un épisode de la série télévisée d'animation Les Simpson. Il s'agit du troisième épisode de la trente-quatrième saison et du 731e de la série.

## Réception
Lors de sa première diffusion, l'épisode a attiré 3,43 million de téléspectateurs.